# Camino de Bimini

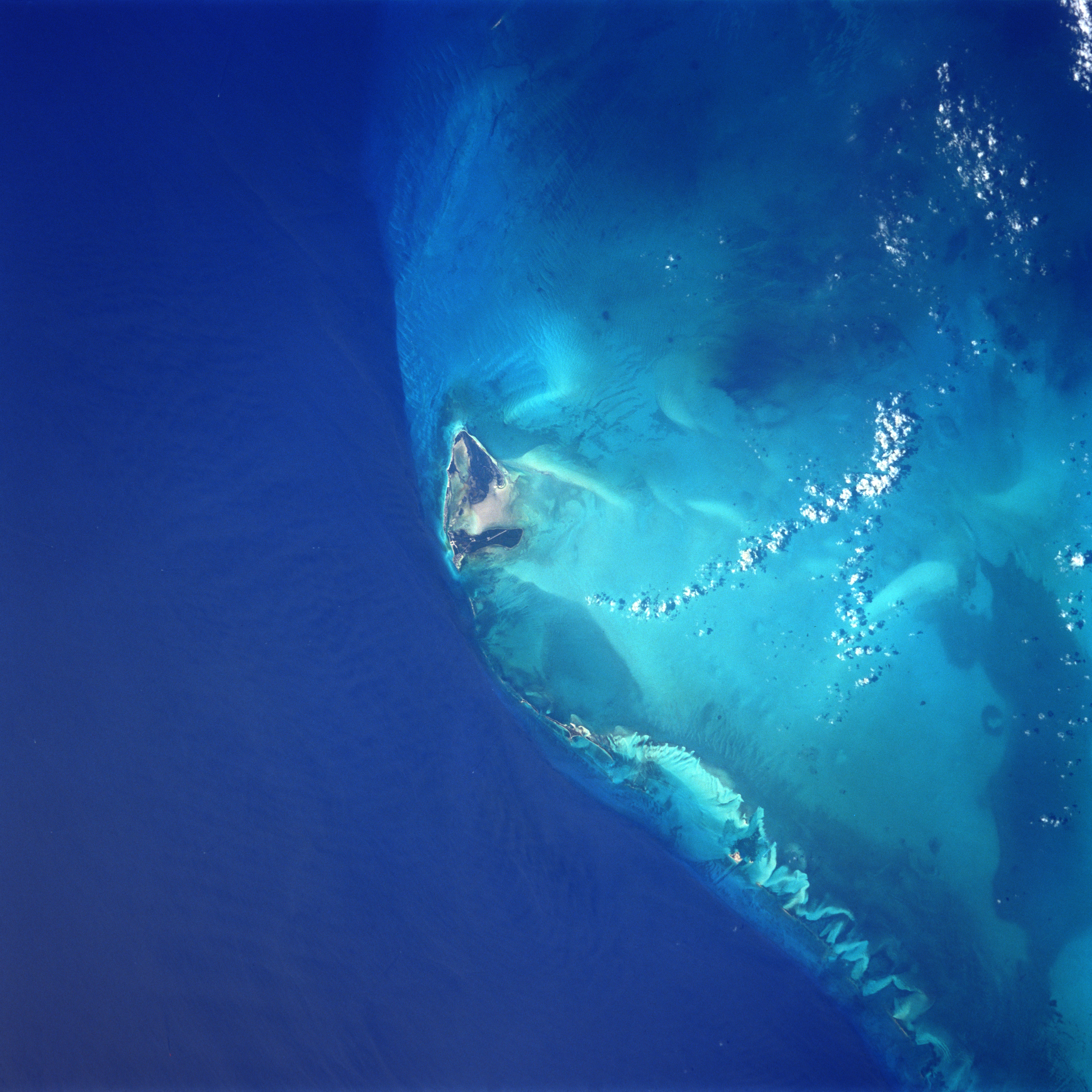
Isla de Bimini

El camino de Bimini, también conocido como muro de Bimini, son extrañas formaciones pétreas que existen cerca de la isla de Bimini, en las Bahamas, a una profundidad de 10 metros. Los dos muros miden unos 800 metros de noreste a suroeste.

## Descubrimiento
En 1969, el buceador Manson Valentine descubrió una formación rocosa sumergida en las aguas de la isla de Bimini, Bahamas, a unos 80 km al este de Miami. Esta estructura, llamada Carretera de Bimini o Muro de Bimini, fue considerada como un resto de la legendaria Atlántida desaparecida, alegándose que cumplía la predicción de Edgar Cayce. Sin embargo, expertos geólogos sostienen que se trata de una formación natural conocida como roca de playa.

## Hipótesis
El escritor Charles Berlitz ha propuesto que los muros de Bimini sean construcciones de seres humanos en la antigüedad.
Existe una actual teoría que sugiere que estas rocas fueron construidas por exploradores chinos que visitaron América 60 años antes que Colón, los cuales formaban parte de una misión organizada en el imperio de Zhu Di para explorar todos los mares. El corredor servía para varar algunos de los barcos que eran dañados por los arrecifes y así se evitaba su hundimiento. Se parte de la hipótesis de que en esa época el nivel del agua era significativamente menor.